# Hermann Esser
Hermann Esser (Röhrmoos, 29 luglio 1900 – Dietramszell, 7 febbraio 1981) è stato un politico e giornalista tedesco.

## Biografia
Giovanissimo, si arruolò volontario nella prima guerra mondiale, trascorrendo circa un anno al fronte. Animato da un socialismo radicale, fu nel nucleo iniziale di fondatori del Partito Tedesco dei Lavoratori, da cui poi germogliò il Partito Nazista. Nel 1920 fu messo a capo della propaganda di partito e nel 1921 divenne brevemente direttore del Völkischer Beobachter. Per il suo anti-semitismo fanatico e la violenza del suo stile retorico è stato spesso paragonato a Julius Streicher.
Fin da subito fu protagonista di numerosi scandali sessuali, che andavano dalla pedofilia alla violenza carnale, ma nonostante l'opposizione di gran parte del gruppo dirigente nazista Hitler non lo allontanò mai dal partito e lo tenne sempre in considerazione per la sua abilità oratoria e propagandistica. Tra il 1926 e il 1932 diresse il quotidiano di partito Illustrierter Beobachter. Nel 1933 fu eletto al Reichstag e fu nominato ministro dell'economia della Baviera. Nel 1935 fu messo a capo della commissione turistica del Ministero della Propaganda. Nel 1939 ottenne la carica puramente decorativa di vice-presidente del Reichstag.
Restò nell'ombra per quasi tutta la seconda guerra mondiale, il che gli permise di uscire quasi indenne dal processo di denazificazione, scontando meno di cinque anni di carcere.